# キム・ソンホ
キム・ソンホ（金宣虎, 朝: 김선호, 1986年5月8日 - ）は、韓国の俳優。S.A.L.Tエンターテインメント所属。実際の発音に沿ってキム・ソノと表記する場合もある。（韓国語ではnの後のhを発音しない）

## 来歴
2009年に演劇『ニューボーイングボーイング』でデビュー。以来、舞台俳優としての力を積み重ねていった。演劇界のアイドルと呼ばれ、確かな演技力とルックスで人気を集めた。
2017年、31歳のときに活動範囲をテレビ業界に広げた。舞台のパフォーマンスを見たプロデューサーの勧めでオーディションを受け、KBS2『キム課長とソ理事〜Bravo! Your Life〜』にて経理部最年少社員ソン・サンテ役でドラマデビュー。同年、KBS2ドラマ『最強配達人』で財閥3世の放蕩息子オ・ジンギュを演じ、注目を浴びた。同年、MBCドラマ『トゥー・カップス〜ただいま恋が憑依中!?〜』の詐欺師コン・スチャン役で好評を得て、2017年12月30日の『MBC演技大賞』で新人賞と優秀賞を受賞。
2018年tvNドラマ『100日の郎君様』で県監チョン・ジェユンを演じ、知名度を上げた。同年、MBCドラマ『君のせいで何もできない!』で初主演。2019年のJTBCドラマ『ウラチャチャワイキキ2』の売れないミュージシャン チャ・ウシク役、tvNドラマ 『君のハートを捕まえろ！〜Catch the Ghost〜』で地下鉄警察隊班長コ・ジソク役と、主演が続いた。
その後、再び舞台に出演。2019年11月から2020年1月まで演劇『メモリーインドリーム』で主人公を演じた。
2019年12月からはKBSバラエティー番組『1泊2日』シーズン4に新メンバーとして参加。「イエッポ（韓国語でかわいい・綺麗という意味）」と呼ばれ、素朴で愛らしい人柄で人気となった。
2020年10月から放送されたtvNドラマ『スタートアップ： 夢の扉』では投資会社のチーム長ハン・ジピョン役を演じた。文通相手だったことを隠してヒロインを気遣う「あしながおじさん」のような役柄を演じて注目を集め、「最強の二番手男」との評価を得る。インスタグラムのフォロワー数が初放送前日の62万人からドラマ開始後2ヶ月で300万人を超えた。
2021年にはtvNドラマ『海街チャチャチャ』で主演を務め、万能フリーターのホン班長（ホン・ドゥシク）を演じた。
2022年は舞台『タッチング・ザ・ボイド/運命を分けたザイル』でジョー役を演じた。
2023年6月、初出演にして主演を務めた映画『貴公子』が韓国で公開。以降、アジアを中心に各国で公開。12月～2024年2月は舞台『幸せを求めて』に出演。
その後もドラマ『網内人（マンネイン）』、パク・フンジョン監督によるドラマ『暴君』（当初映画として制作していたが4話構成のドラマに変更された）などの出演作公開が控えている。

## 人物・エピソード
- ソウル市鳳川洞生まれ。家族は両親で一人っ子。自身のことを子どもの頃から内向的で臆病な性格と捉えているが、幼少期のトラウマ的な事件に起因する。小学校2年生の時、家に強盗が入り、母親がナイフで刺されるのを目撃した。その間、ソンホはベッドの下に隠れることによってかろうじて逃れた。幸い母の怪我は回復したが、以来、後ろに誰か立つだけで恐怖を感じるようになった。高校3年生のときに友人に付き添ったのがきっかけで演技教室に通い始め、人前で演技をするという経験を通じてトラウマをゆっくりと克服していった。[4] [5][6]
- ソウル芸術大学 放送芸能学科卒。在学中は演劇の授業ばかりを受け、サークル「演劇芸術研究会」に参加。[7]
- 舞台デビュー前の2007年に兵役除隊。論山陸軍訓練所で調教を務めた。軍隊での経験が世界観を広げたと語っている。[8]
- 舞台俳優として売れっ子で安定した収入を得ていたが、息子をテレビで見たいとの母の希望を叶えるためテレビ出演を決めた。だが、デビュー作のサンテ役はきのこ頭に眼鏡のダサいキャラクターで、母は息子が出演していると知人に打ち明けられなかったという。
- ドラマ２作目となった『最強配達人』は、当初脇役でオファーされていたのが、オーディション後に監督から二番手の役を打診された。3作目『トゥー・カップス』ではいくつかの役柄を打診された後、最終的に主演チョ・ジョンソクとバディを組む二番手役に起用された。
- 演技をすることが心から好きで最も幸せを感じることであるため、もし俳優になっていなかったらどんな職業に就いていたか、との質問に対し「無職」と答えている。
- 演技で役柄を演じているときは平気だが、それ以外の授賞式やバラエティ番組などで人前に出るのはいつも緊張し慣れない、とのこと。
- 散歩が唯一の趣味で、一度に二時間以上歩く。悩みがあるときは歩きながら心を落ち着かせる。運動は得意な方だが好きではなく、やる気にならないとのこと。
- トレードマークのえくぼは、女の子みたいとからかわれたことがあり、かつてはコンプレックスだった。[9]両親にはないが、母方の男性親族にえくぼがある。
- 好きな食べ物はトッポギ。

### 私生活騒動と活動休止、復帰
2021年10月17日、韓国のインターネットコミュニティ上で、「俳優K」の元交際相手と名乗る女性が、中絶を強要されたなどと訴える内容を投稿した。俳優Kがキム・ソンホであると推測され、広告主各社が即座に広告を取り止める対応に出た。10月20日、キム・ソンホが事務所を通じ、「自分の至らなさで彼女を傷つけてしまった。心から謝罪したい。」と伝えた。KBSのバラエティ番組『1泊2日』掲示板にはキム・ソンホの降板を求めるメッセージが殺到し、レギュラー出演を降板することになった。同日、元交際相手の女性は、暴露文を修正する内容を投稿。「多くの人に意図しない被害を及ぼしてしまい申し訳ない。私の過激な投稿のせいで一瞬にして崩れる彼の姿に心が重い。二人の間に誤解があり、彼から謝罪を受けた。投稿は削除するので、これ以上この話題が拡散されないことを願う」と記した。しかし、その後も騒動は収束せず、主演が決まっていた映画『ドッグデイズ』と『2時のデート』からも降板した。
10月26日、韓国芸能メディアDispatch誌は、キム・ソンホと元交際相手双方の知人からの情報源を引用し、元交際相手の暴露内容に異議を唱える記事を掲載。中絶は二人の同意の元で行われ、交際は女性を取り巻く疑わしい状況の後に破局したと述べた。記事では「妊娠を知らされた後ソンホは結婚を考えていた、中絶後2週間は女性に付き添っており破局したのは10か月後だった、女性が離婚歴を明かさずに交際していた、別の男性と会いながら嘘をつき露呈した、贅沢な金遣いがソンホを苦しめた、ソンホを隠し撮りした映像や録音ファイルを大量に保存していた」などの証言を公表し、女性側の主張と異なることを指摘した。
この報道を受けて、『海街チャチャチャ』の共演者やスタッフ、また大学の同級生による応援メッセージの投稿が相次いだ。その後、7社が広告を再開。パク・フンジョン監督による映画『悲しい熱帯』（後に『貴公子』にタイトル変更）に予定どおり出演することが発表され、2021年12月から2022年4月にかけて撮影が行われた。
一連の騒動に関し、韓国内では、女性側による虚偽告訴であった、との見方が強い。
2022年7月から9月まで舞台『タッチング・ザ・ボイド/運命を分けたザイル』に出演。7月20日の記者懇談会にて、騒動以来初めてメディアの前に姿を見せた。12月には、名古屋で開催されたアジアアーティストアワード授賞式に出席。12月から2023年6月にかけて、初のアジアファンミーティングツアー『ワンツースリー、スマイル』を開催。皮切りとなった韓国では、涙ながらにファンに感謝を伝えた。
2023年6月、初主演映画『貴公子/The Childe』で本格復帰。記者懇談会でパク・フンジョン監督は「貴公子というキャラクターについて、キム・ソンホ以外には代案がなかった」と強調し、続編の可能性があることも言及した。本作での演技が高く評価され、釜日映画賞と大鐘賞映画祭にて新人男優賞を受賞。青龍映画賞では新人男優賞ノミネート、人気スター賞受賞。2024年第60回 百想芸術大賞の映画部門 新人演技賞にもノミネートされている。
2024年3月-4月、約3年ぶりとなるバラエティ番組としてSBS Plus『食べてみる兄弟たち』にゲスト出演。「1泊2日」シーズン4で共演したお笑い芸人ムン・セユンと再び共演を果たすこととなった。

## 出演
主演作は太字。

### ドラマ
- キム課長とソ理事〜Bravo! Your Life〜（2017年、KBS 2TV） - ソン・サンテ役
- 最強配達人（英語版）（2017年、KBS 2TV） - オ・ジンギュ役|
- トゥー・カップス〜ただいま恋が憑依中!?〜（2017年、MBC） - コン・スチャン役[22]
- 君のせいで何もできない!（2018年、MBC） - キム・レワン役[23]
- 私の彼はエプロン男子（2018年、KBS 2TV） - ヨンジュン役（カメオ出演）
- 100日の郎君様（2018年、tvN） - チョン・ジェユン役[24]
- 死んでもいい（英語版）（2018年、KBS 2TV） - カン・ミンヒョク役
- ウラチャチャワイキキ2（英語版）（2019年、JTBC） - チャ・ウシク役[25]
- 君のハートを捕まえろ!〜Catch the Ghost〜（英語版）（2019年、tvN） - コ・ジソク役[26]
- その男の記憶法（2020年、MBC） - ソ・グァンジン役（カメオ出演）
- スタートアップ:夢の扉（2020年、tvN） - ハン・ジピョン役[27]
- それでも僕らは走り続ける（2020年、JTBC）- カメオ出演
- 海街チャチャチャ（2021年、tvN）- ホン・ドゥシク役[28]
- 暴君（2024年、Disney+）-チェ局長役
- おつかれさま（2025年、Netflix） - パク・チュンソプ役

### 映画
- 貴公子（2023年）- 貴公子役

### 舞台
- ニューボーイングボーイング（2009年）
- 屋上の部屋の猫（2010年）
- シャーロック（2012年）
- ニューボーイングボーイング（2013年）
- 7年間言えなかった言葉（2013年）
- ニューボーイングボーイング（2014年）
- 恋愛の目的（2015年）
- トゥルーウェスト（2015年）
- 屋上の部屋の猫（2015年）
- ホイスタイルマガジンショー（2015年）
- 蜘蛛女のキス（2016年）
- オールモスト・メイン（2016年）
- トゥルーウェスト・リターンズ（2016年）
- クローザー（2016年）
- ボイスオブミレニアム （2016年）
- 蜘蛛女のキス（2017年）
- メモリーインドリーム（2019年）
- 氷（2021年）
- タッチング・ザ・ボイド/運命を分けたザイル（2022年）
- 幸せを求めて（2023年12月-2024年2月）

### ミュージックビデオ
- Sleepless / ユンナ 2020年

- Falling Slowly / テソン（BIGBANG D-LITE）2024年

### バラエティ
- 驚きの土曜日（朝鮮語版） 2019年、tvN　ゲスト
- 1泊2日（英語版）2019年-2021年 シーズン４、KBS 2TV、メインキャスト[29]
- 驚きの土曜日（朝鮮語版） 2020年、tvN　友達特集編ゲスト
- 食べてみる兄弟たち(原題)　2024年 シーズン2、SBS Plus

### MC
- 2020 MBC歌謡大祭典（2020年、MBC）MC[30]

### 広告
- LA ROCHE-POSAY　2021年
- ドミノピザ　2021年
- 11street　2021年
- Canon Korea　2021年
- FOOD BUCKET　2021年
- MIIMA MASK　2021年
- nau　2021年
- Shinhan My Car　2021年
- BENCH　2022年
- TEACHA　2023年
- Ballop　2023年

### 雑誌
- 「Maria Claire」2020年10月号[31]
- 「Esquire」2021年1月号[32]
- 「COSMOPOLITAN」2021年1月号[33]
- 「DAZED」2021年2月号[34]
- 「ELLE」2021年2月号[35]
- 「ELLE SINGAPORE」2021年5月号[36]
- 「W KOREA」2021年6月号[37]
- 「ELLE」2021年9月号[38]
- 「ARENA」デジタル版 2023年6月[39]
- 「もっと知りたい　韓国TVドラマ」(日本) 116号　2023年8月
- 「ELLE MEN Singapore」5号　2023年9月
- 「Harpar's BAZAAR MEN」(台湾) 2024年3月[40]
- 「MANIFESTO」(香港) 2024年4月

### ファンイベント
- 2022年12月～23年6月　アジアファンミーティングツアー「ワンツースリー、スマイル」

　　韓国・タイ・フィリピン・香港・東京・台湾・インドネシアにて開催。
- 2023年7月　ASIA ARTIST AWARDS BEGINNING CONCERT「男神」[42]　横浜

- 2023年　写真展『私達の季節』 5月 韓国・11～12月 東京
- 2023年3月～　アジアファンミーティングツアー「COLORFUL」

　　タイ・大阪・東京・フィリピン・韓国にて開催。

## 受賞
- 2017年 2017 MBC演技大賞 男性新人賞（『トゥー・カップス』）
- 2017年 2017 MBC演技大賞 月火ドラマ部門男性最優秀演技賞（『トゥー・カップス』）
- 2020年 第5回アジアアーティストアワード2020 ベストエモーショナルアワード[43]
- 2020年 第15回アジアモデルフェスティバル モデルスター賞
- 2020年 KBS芸能大賞 バラエティ部門新人賞（『1泊2日』）[44]
- 2021年 第57回百想芸術大賞 TikTok人気賞[45]
- 2021年 ブランド顧客ロイヤリティ大賞 男性俳優 トレンドアイコン賞[46]
- 2021年 ブランド顧客ロイヤリティ大賞 マルチテイナー 男性部門
- 2021年 第48回韓国放送大賞 バラエティ部門人気賞[47]
- 2021年 ソウルドラマアワード キャラクター賞
- 2021年 アジアアーティストアワード RET人気賞
- 2021年 アジアアーティストアワード U+アイドルLive人気賞
- 2022年 ソウルドラマアワード　韓流ドラマ部門 男性最優秀演技賞（『海街チャチャチャ』）
- 2022年 アジアアーティストアワード DCM人気賞・アイドルPlus人気賞・アジアセレブリティ賞・ベストチョイス賞
- 2023年 第32回釜日映画賞　新人男優賞（『貴公子』）[48]
- 2023年 第59回大鐘賞映画祭　新人男優賞（『貴公子』）[49]
- 2023年 第44回青龍映画賞　人気スター賞[50]
- 2023年 アジアアーティストアワード  アジアセレブリティ賞・ベストアーティスト賞（俳優部門）

### ノミネート
- 2017年 KBS演技大賞 新人俳優賞
- 2017年 MBC演技大賞 キャラクター賞
- 2020年 第5回アジアアーティストアワード 人気俳優賞
- 2021年 第57回百想芸術大賞 TV部門優秀男優賞
- 2023年 第44回青龍映画賞 新人男優賞（『貴公子』）